# 裴邃 (夷陵县子)
裴邃（？—525年6月7日至6月14日之间），字淵明，河东郡闻喜县（今山西省运城市闻喜县）人，南齐、北魏、南梁官员。

## 生平
裴邃是曹魏冀州刺史裴徽七世孙，祖父裴寿孙跟随刘裕迁居于寿阳县，历任前军长史、庐江郡太守，父亲裴仲穆是南齐骁骑将军。
裴邃虚龄十岁时就会写文章，擅长《左氏春秋》。南齐建武初年，豫州刺史萧遥昌引荐他担任主簿。寿阳县有一座八公山庙，萧遥昌为庙树立碑石，让裴邃撰写碑文，裴邃写的碑文深受称赞和欣赏。裴邃考中秀才后，在对策考试中名列前茅，出任奉朝请。
萧宝卷登基后，始安王萧遥光出任抚军将军、扬州刺史，他引荐裴邃出任参军。后来萧遥光失败，裴邃回到寿阳县，正遇到刺史裴叔业献出寿阳县向北魏投降，豫州的豪族全部被驱逐劫掠，裴邃于是跟着大家向北迁徙。魏宣武帝非常看重裴邃，任命他出任司徒属、中书郎、魏郡太守。北魏派遣王肃镇守寿阳时，裴邃坚决请求跟随王肃前往，暗中计划回到南方。天监初年，裴邃自己逃出北魏回到南梁，被任命为后军谘议参军。裴邃自己要求到边境去效力，于是又获任命出任辅国将军、庐江郡太守。当时北魏将军吕颇率领五万军队突然来进攻庐江郡，裴邃率领自己的部下抵抗，击败了魏军，加右军将军。
天监六年，魏军攻钟离（今安徽凤阳），高祖诏令韦睿解救钟离。冯道根與裴邃等奮勇殺敵，魏军大溃，史稱钟离之战。普通六年，攻下新蔡和郑城（今河南颍上）。又在寿阳击败元琛與长孙稚，普通六年（525年）五月，裴邃在军中去世，朝廷追赠侍中、左卫将军，赐鼓吹一部，晋爵为夷陵侯，增加食邑七百户，谥号壮。
裴邃平时少言寡语，不苟言笑，思想深沉有谋略，为政宽和开明，能得到士兵的衷心拥护。裴邃为人端方正直有威仪，将军官吏们敬畏他，很少有人敢犯法。等到裴邃去世后，淮河、淝水间的人民没有不流泪哭泣的，他们认为如果裴邃没死，洛阳也足以攻克。

## 谥号
《梁书》和《南史》都记载裴邃谥号烈，裴邃的儿子裴之礼谥号壮，然而裴邃孙子裴政的墓志却记载裴邃谥号壮，裴之礼谥号毅。

## 家庭

### 兄弟姐妹
- 裴髦，南梁中散大夫

### 子女
- 裴之礼，南梁壮勇将军、少府卿、夷陵毅侯

## 延伸阅读
[在维基数据编辑]
 《梁書/卷28》，出自姚思廉《梁書》